# Відьманка
Відьманка (Дика) — річка в Україні, ліва притока Ірпеня. Має довжину 7 км. Бере початок на полях біля села Грузьке. Впадає в Ірпінь у с. Соснівка.

## Історія
На високому схилі біля цієї річки за часів Київської Русі було побудоване городище, оточене з боків ярами та долинами річкової заплави. Воно мало лише одну неукріплену сторону — з напільного боку. Тому там звели штучне укріплення у вигляді валу та рову. Висота валу подекуди сягала 4-5 метрів.
Схил, на якому знаходилося городище, був дуже крутим, у верхній частині підрізувався 2-3 уступами. Залишки в'їздів у городище простежуються й досі з боку поля у вигляді розривів у валах, шириною 5-8 метрів. Зруби у валах будувалися з дуба і заповнювалися землею (так звані городні). Це підтверджують розкопки культурного шару та знахідки в ньому.
На території городища знаходилися житлові й господарські приміщення, причому будувалися вони по краю внутрішньої площі. Головним чином це напівземлянки. Там же були й господарчі ями до одного метра глибиною. Загальна ж площа городища становила 0,7-0,8 гектара.
Це укріплення знаходилося за три кілометри на схід від села Козичанки, в урочищі, що тепер називається Відьманкою, над однойменною річкою. За легендами, існує кілька версій назви річки і городища: Відьманка, Відьмарка, Вірмарка, Відменка, Ведьманка. В архівних документах кінця XIX століття річка Відьманка іноді називалася Дика або Ольхова. Пов'язана ця назва з диким селищем, про яке згадує Л. Похилевич:
| «Близ Козичанки находится древнее замковище, называемое народом Ведманка и селище, называемое диким селищем»[1]. |